# Stazione meteorologica di Centuripe
La stazione meteorologica di Centuripe è la stazione meteorologica di riferimento relativa alla località di Centuripe.

## Coordinate geografiche
La stazione meteo si trova nell'Italia insulare, in Sicilia, in provincia di Enna, nel comune di Centuripe, a 719 metri s.l.m. e alle coordinate geografiche 37°37′N 14°44′E.

## Dati climatologici
In base alla media trentennale di riferimento 1961-1990, la temperatura media del mese più freddo, gennaio, si attesta a +6,8 °C; quella del mese più caldo, luglio, è di +25,9 °C .
| Centuripe          | Mesi | Mesi | Mesi | Mesi | Mesi | Mesi | Mesi | Mesi | Mesi | Mesi | Mesi | Mesi | Stagioni | Stagioni | Stagioni | Stagioni | Anno |
| Centuripe          | Gen  | Feb  | Mar  | Apr  | Mag  | Giu  | Lug  | Ago  | Set  | Ott  | Nov  | Dic  | Inv      | Pri      | Est      | Aut      | Anno |
| ------------------ | ---- | ---- | ---- | ---- | ---- | ---- | ---- | ---- | ---- | ---- | ---- | ---- | -------- | -------- | -------- | -------- | ---- |
| T. max. media (°C) | 9,7  | 10,6 | 13,5 | 17,9 | 22,8 | 29,0 | 31,9 | 31,3 | 26,4 | 20,4 | 15,4 | 10,8 | 10,4     | 18,1     | 30,7     | 20,7     | 20,0 |
| T. min. media (°C) | 3,8  | 4,1  | 5,9  | 9,1  | 12,5 | 17,3 | 19,9 | 19,7 | 16,6 | 12,7 | 9,0  | 5,5  | 4,5      | 9,2      | 19,0     | 12,8     | 11,3 |